# Aegon España
Aegon España es una empresa dedicada el sector del seguro en España y Portugal, creada en 1980 tras la fusión de las empresas aseguradoras AGO Holding NV y Ennia NV. La matriz de Aegon España es una compañía holandesa cuyas acciones cotizan en la bolsa de Ámsterdam y Nueva York.

## Historia

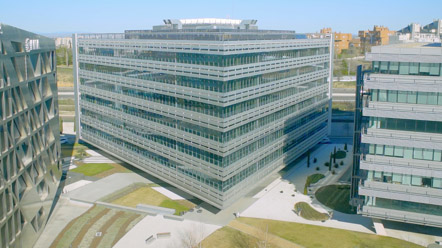
Edificio Aegon Seguros

En España, Aegon cuenta actualmente con oficinas comerciales a lo largo del territorio español y comercializa seguros de salud, vida, ahorro, inversión y hogar. Aegon España está presente también en el Canal Bancaseguros con Banco Santander y Liberbank. Además, comercializa sus productos a través de internet.
La compañía entró en España en 1980 a través de la adquisición de Seguros Galicia. Durante los siguientes años, adquirió compañías aseguradoras como Unión Levantina, Unión Previsora, Caja de Previsión y Socorro, Mutua Flequera, La Sanitaria y Labor Médica. Durante el periodo entre 1987 y 2004 centró su actividad en todos los seguros generales, seguros de vida y salud.
En el año 2005 realizó una desinversión de sus negocios de seguros generales para centrarse en las áreas de vida y salud. Ese mismo año comenzó a crecer en el negocio de seguros de vida a través de sus acuerdos de Bancaseguros con Caja Mediterráneo, Caja Navarra, Caja de Badajoz, Caja Cantabria y Unnim Banc.
Durante el 2012 y el 2013, la firma realizó desinversiones con algunos de sus socios en Bancaseguros como CAN, Unnim y Banca Cívica, y firmó una alianza con el Banco Santander.

## Canales
En 2014 lanzó el canal Asesor para ofrecer un asesoramiento personalizado y se abrieron dos nuevas oficinas en Madrid y Barcelona.
A raíz del acuerdo firmado con el Banco Santander en el año 2013, se amplió este acuerdo a Portugal para la comercialización de productos a través de la filial Santander Totta. Aegon creó en el año 2015 Aegon Activos, una agencia de valores que ofrecía fondos de 20 gestoras españolas e internacionales